# Gyirmót
Gyirmót 1970 óta Győr egyik városrésze, korábban önálló község volt.

## Fekvése
Győr belvárosától mintegy 7 kilométerre fekszik dél-délnyugati irányban, attól az M1-es autópálya választja el. Legközelebbi szomszédja a szintén Győrhöz tartozó Ménfőcsanak, a két városrész között a 83-as főút képez határvonalat. Gyirmót keleti szélén ér véget a 83-asba csatlakozva a Nyúltól Győrújbarát érintésével idáig húzódó 8311-es út.

## Története
Gyirmót Árpád-kori település. Nevét 1267-ben említette először oklevél praedium Giurmoth és villa Giurmoth írásmóddal. Ekkor népes település lehetett, mivel már ekkor két Gyirmót nevű településből állt egymás mellett; az egyiknek a Koppán nemzetségből származó Babuna Miklós volt az ura, míg a másiknak külön birtokosa volt. Legrégibb birtokosai Babuna Miklóst követőleg a nagyváradi káptalan és a Gyirmóti család voltak.
1348-ban a káptalan elcserélte ezt a birtokát Kápoli Bán Miklós özvegyével és kiskorú fiával más birtokért. 1349-ben Gymolth néven említették. 1361-ben Fokra Miklós comes örököseit és Zsidov Mihályt, 1366-ban a Vecsey és az Akai Iváncz családok is a birtokosai voltak. 1594-ben a törökök elpusztították, hat évvel később azonban ismét megtelepült, de lakosai a törökök gyakori sanyargatásai elől végül mégis elmenekülni voltak kénytelenek. A visszatelepült lakosok csak a Rákóczi-szabadságharcig élhettek nyugalomban, mert Sigbert Heister császári vezér a községet megrohanta és feldúlta. Ugyanekkor pusztult el Sebes falu is, melynek a Sebesi puszta őrzi emlékét. Ennek és Gyirmótnak határából alakult ki a mai község, ahova a Heister-féle dúlás után németeket telepítettek, akik azonban idővel megmagyarosodtak.
A mai településkép meghatározóan a 18. században alakult ki. Ezt követően a 19. század elején Koroncó irányában egy teleppel bővült a falu.
A 20. század elején Győr vármegye Sokoróaljai járásához tartozott.
1910-ben 764 lakosából 757 magyar volt. Ebből 756 római katolikus volt.

### Sebes
Sebes falu már 1372-ben részben a Pok nemzetségbeliek birtoka volt, azonban a káptalan birtoklására nézve csak 1448-tól kezdődőleg találhatók adatok, amikor egy része a Meggyesieké volt. A 20. század elején a győri káptalannak és Csukássy Károlynak volt itt nagyobb birtoka.
A sebesi pusztán kívül még a Csukássy puszta és az Iván-major is ide tartoztak.

## Nevezetességek
Gyirmót barokk stílusú római katolikus temploma 1769-ben épült.
Az öt állomást felfűző Holt-Rába tanösvény Gyirmót határából indul és a Holt-Rába egyik ága mellett, valamint ennek árterén vezet végig, rajta fapadokkal és faasztalokkal ellátott pihenőt, valamint madármegfigyelő tornyot is létesítettek.

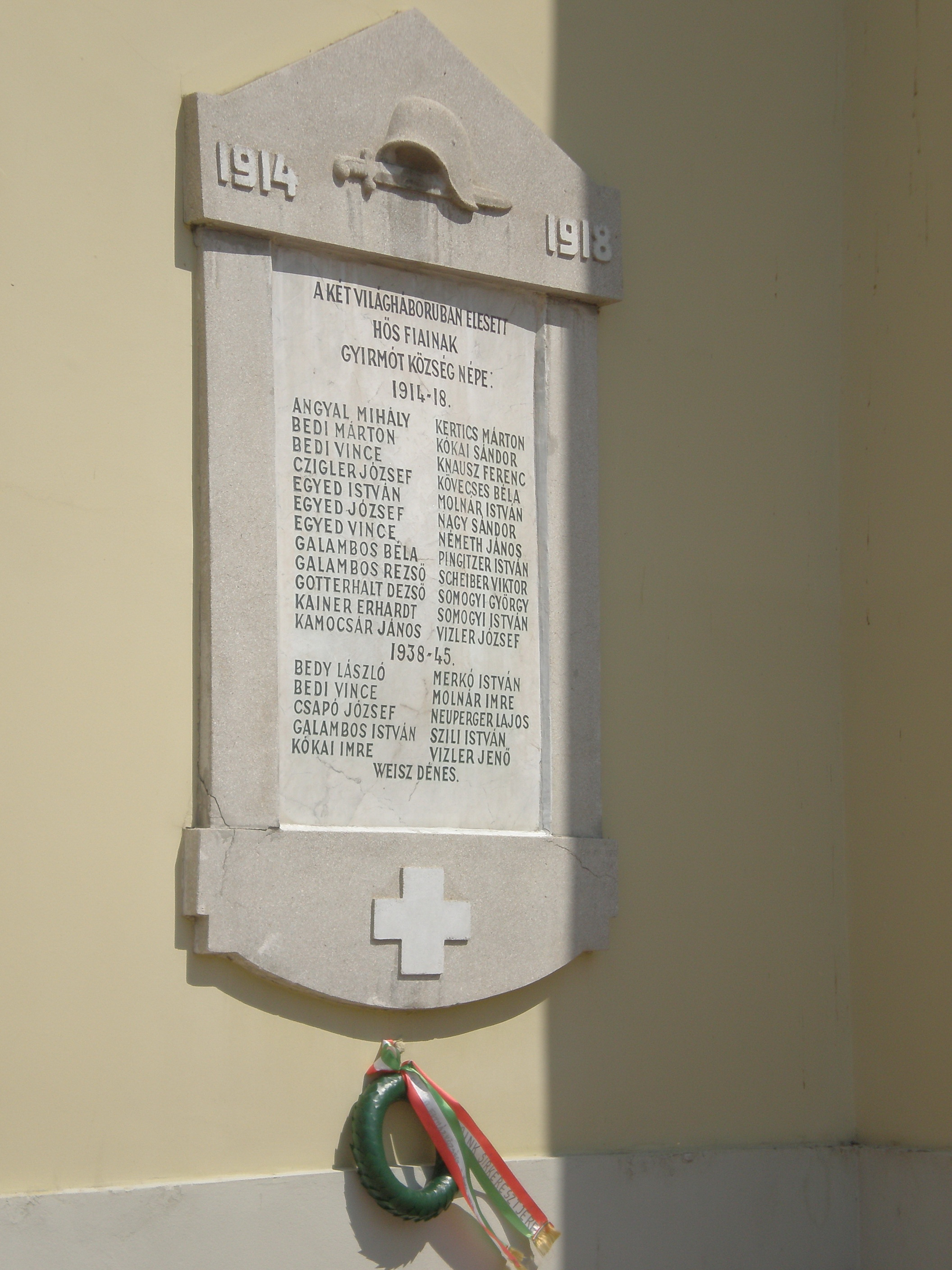
Emléktábla a két világháború gyirmóti hőseinek
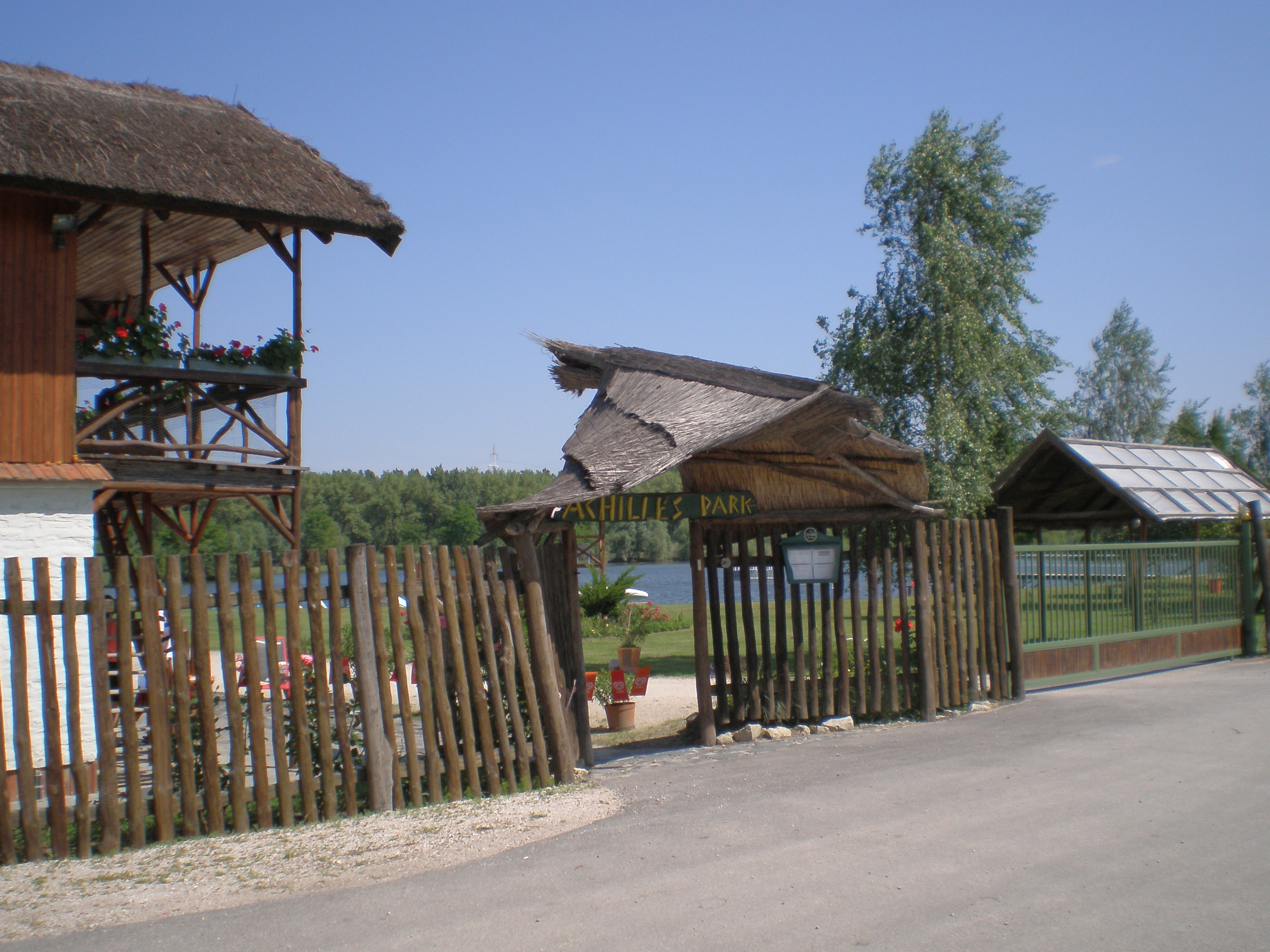
A fürdő, az Achilles Park bejárata

## Híres személyek
- Itt született 1866-ban Bedy Vince nagyprépost, történész
- Itt született 1923-ban Amtmann Árpád aranyokleveles gépészmérnök
- Itt élt Győri Szabó József (1929–2011) nóta- és népdalénekes

## Utcái
Gyirmót „főutcája” a Szent László út. Erről a legelső mellékút a Tavirózsa utca, amely a Határ utcában folytatódik. A Határ utca 1 km-en párhuzamos a 83-as főúttal és a Szent László úttal. A Határ utcát és a Szent László utat összekötő (párhuzamos) utcák: Sárkereki utca, Gyirmóti utca, Ménfői utca. E három utcát a Tiborc utca köti össze. A Ménfői utca vége felé van egy, a Szent László úttal párhuzamos utca, a Laposi út, és ennek a végén egy 90°-os kanyar, majd kezdődik a Szertár köz, amely belefut a „főutcába”. Gyirmót másik felén van a főutcától befelé két utca, amelyek párhuzamosak: a Vaskapu utca, majd a Gerle utca. Ezeket a Szent László út felől az Erdei út, távolabb a Kenderföldi út köti össze. A Papréti út az 1-es valamint 37-es autóbuszok végállomása. A Ménfői úton található a Gyirmót FC Győr stadionja, az Alcufer stadion.